# Záruční list

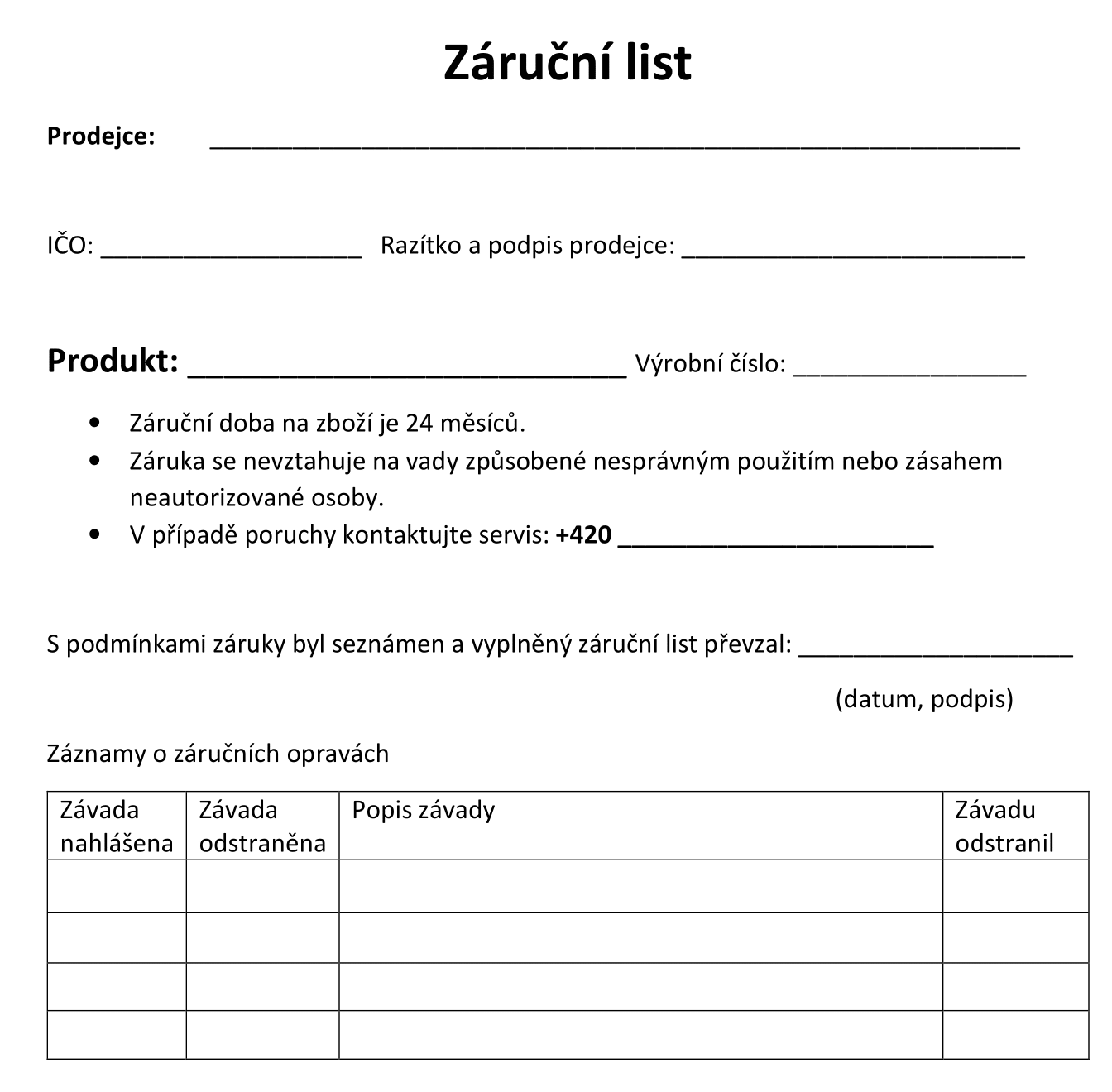
Příklad záručního listu

Záruční list (slangově záručák) je označení pro doklad, který slouží k potvrzení záruky. Prodejce jím potvrzuje svoji odpovědnost za vadné plnění a zpravidla v něm současně vysvětluje srozumitelným způsobem obsah své odpovědnosti, uvádí její rozsah, podmínky, dobu trvání a způsob, jakým je možno uplatnit nároky z ní plynoucí, tj. reklamovat. V záručním listu může být upravena i záruka na jakost, která slouží jako bonus k zákonné odpovědnosti za vadné plnění. V záručním listu musí být uvedeno jméno a příjmení, název nebo obchodní firma prodejce, jeho identifikační číslo, sídlo (v případě právnické osoby) nebo bydliště (v případě fyzické osoby). Prodejce je povinen vystavit záruční list, pokud jej o to spotřebitel požádá, nicméně k samotné reklamaci není nutný, postačuje předložení dokladu o koupi. V obchodní praxi je běžné, že faktura na dané plnění slouží zároveň jako záruční a dodací list, přičemž tento fakt je na ní uveden.